# Апатітський міський округ
Апати́тський міськи́й о́круг (рос. Апатитский городской округ) — міський округ у складі Мурманської області, Росія. Адміністративний центр — місто Апатити.

## Адміністративний поділ
До складу міського округу входять такі населені пункти:
| Населений пункт | Населення, осіб (2010) |
| --------------- | ---------------------- |
| Апатити         | 59672                  |
| Тік-Губа        | 2                      |